# Culicicapa helianthea
A Culicicapa helianthea a verébalakúak (Passeriformes) rendjébe, ezen belül a Stenostiridae családba és a Culicicapa nembe tartozó, 11-12 centiméter hosszú madárfaj. A Fülöp-szigetek és Indonézia egyes szigetein él, szubtrópusi és trópusi nedves erdőkben. Főleg repülő rovarokkal táplálkozik. Áprilistól júliusig költ.

## Alfajai
- C. h. septentrionalis (Parkes, 1960) – a Fülöp-szigetek északi része (északnyugat-Luzon);
- C. h. zimmeri (Parkes, 1960) – a Fülöp-szigetek északi része (közép- és dél-Luzon);
- C. h. panayensis (Sharpe, 1877) – a Fülöp-szigetek nyugati és középső része (Palawan, Panay, Negros, Cebu, Biliran, Leyte, Mindanao);
- C. h. mayri (Deignan, 1947) – a Sulu-szigetek délnyugati része (Tawi-Tawi, Bongao);
- C. h. helianthea (Wallace, 1865) – Celebesz, Banggai-sziget, Sula-szigetek, Selayar-sziget.

## Fordítás
- Ez a szócikk részben vagy egészben  a   Citrine canary-flycatcher című angol Wikipédia-szócikk fordításán alapul.  Az eredeti cikk szerkesztőit annak laptörténete sorolja fel. Ez a jelzés csupán a megfogalmazás eredetét és a szerzői jogokat jelzi, nem szolgál a cikkben szereplő információk forrásmegjelöléseként.